# Distretto di Mueang Phayao
Il distretto di Mueang Phayao (in thailandese: เมืองพะเยา) è un distretto (amphoe) della Thailandia, situato nella provincia di Phayao.